# Теорема Банаха — Штейнгауза
Результат про властивості класів неперервних відображень, що діють на лінійних топологічних просторах.
Покладаємо, що {\displaystyle X} і {\displaystyle Y} є топологічними векторними просторами; {\displaystyle \Gamma } — набір неперервних лінійних відображень із {\displaystyle X} у {\displaystyle Y}, а {\displaystyle B} — множина усіх {\displaystyle x\in X}, що їх орбіти {\displaystyle \Gamma :=\{\Lambda (x)|\Lambda \in \Gamma \}} обмежені у {\displaystyle Y}.
Якщо тепер {\displaystyle B} є множиною другої категорії у {\displaystyle X}, то {\displaystyle B=x} і {\displaystyle \Gamma } — рівномірно неперерна.
Дамо також наступне формулювання, застосовне в багатьох часткових випадках:
Нехай, {\displaystyle X} і {\displaystyle Y} — повні метричні простори, {\displaystyle \Gamma :=\{\Lambda |\Lambda :X\rightarrow Y\}} — набір неперервних лінійних відображень; також, {\displaystyle \forall x\in X,\ {\underset {\Lambda \in \Gamma }{\sup }}\|\Lambda (x)\|<\infty }.
Тоді {\displaystyle {\underset {\Lambda \in \Gamma }{\sup }}\|\Lambda \|<\infty }.
Простір {\displaystyle X} у точній верхній межі у другому формулюванні можна замінити на будь-яку підмножину другої категорії в {\displaystyle X}.
У принципі рівномірної обмеженості простори можна вважати локально опуклими за умови {\displaystyle X} — бочковий простір.
Вкажемо тут означення бочкового простору. Множина {\displaystyle A} — збалансована, якщо {\displaystyle \forall \alpha \in \mathbb {C} ,\ |\alpha |\leq 1:\alpha A\subset A} (поелементне множення на скаляр); збалансована множина є поглинаючою, якщо {\displaystyle \forall x\in X\ \exists \alpha :x\in \alpha A}.
Тепер бочковий простір — той, у якому кожна замкнена збалансована поглинаюча опукла множина є околом нуля.
Теорема може бути доведена з використанням теореми Бера про категорії.